# Zwitserse Bondsraadsverkiezingen 1864
De Zwitserse Bondsraadsverkiezingen van 1864 vonden plaats op 12 juli 1864, volgend op het aftreden van het zittende Bondsraadslid Giovanni Battista Pioda op 26 januari 1864.
Jean-Jacques Challet-Venel uit het kanton Genève werd als nieuw lid van de Bondsraad verkozen.

## Verloop van de verkiezingen
Giovanni Battista Pioda, afkomstig uit het kanton Ticino, nam op 26 januari 1864 ontslag uit de Bondsraad. Hiermee verdween de enige vertegenwoordiger van Ticino en Italiaanstalig Zwitserland uit de federale regering. Het zou 47 jaar duren tot in 1911 de Italiaanstaligen met Giuseppe Motta opnieuw in de Bondsraad zouden zijn vertegenwoordigd. Pioda was verkozen bij de Bondsraadsverkiezingen van juli 1857.
Op 12 juli 1864 kwam de Bondsvergadering samen om een opvolger voor Pioda te benoemen. Jean-Jacques Challet-Venel, afkomstig uit het kanton Genève en op dat moment lid van de Nationale Raad, werd in de zesde stemronde verkozen als Bondsraadslid. Challet-Venel behaalde 86 stemmen, terwijl de vereiste absolute meerderheid 83 stemmen bedroeg. Zijn belangrijkste tegenstander, lid van de Nationale Raad Alfred Vonderweid, afkomstig uit het kanton Fribourg, behaalde 77 stemmen. Challet-Venel werd daarmee het eerste Bondsraadslid uit het kanton Genève.

## Resultaten
| Kandidaten                | Kandidaten                 | 1e ronde |
| ------------------------- | -------------------------- | -------- |
|                           | Jean-Jacques Challet-Venel | 83       |
|                           | Alfred Vonderweid          | 77       |
| Andere                    | Andere                     | 0        |
| Uitgedeelde stembiljetten | Uitgedeelde stembiljetten  | 164      |
| Ingevulde stembiljetten   | Ingevulde stembiljetten    | 164      |
| Blancostemmen             | Blancostemmen              | 0        |
| Ongeldige stemmen         | Ongeldige stemmen          | 1        |
| Geldige stemmen           | Geldige stemmen            | 163      |
| Absolute meerderheid      | Absolute meerderheid       | 83       |